# کلیسای یادبود نسل‌کشی ارمنی‌ها، دیرالزور
کلیسای یادبود شهدای نسل‌کشی ارمنی‌ها (به ارمنی: Մեծ Եղեռնի Նահատակաց Յուշահամալիր)، (به عربی: كنيسة شهداء الأرمن) یک یادمان حواری ارمنی واقع در دیرالزور سوریه بود. این کلیسا منطقه «الرشدیه» در دیرالزور واقع شده بود.
ساخت و ساز این کلیسا در سال ۱۹۸۵ میلادی شروع و در ۱۹۹۰ به پایان رسید. معمار این بنا سرکیس بالمانوکیان و Garbis Tovmasian بودند که این بنا را به سبک معماری ارمنی طراحی کردند.
کلیسای شهدای ارمنی، مقبره شماری از ارمنی‌هایی است که در سال ۱۹۱۵، در دیرالزور، کشته شدند. در این کلیسا، سازه‌های هنری متعددی نیز نگهداری می‌شد.

## تخریب
گروه داعش، کلیسای یادبود شهدای نسل‌کشی ارمنی‌ها را در تاریخ ۲۱ سپتامبر ۲۰۱۴ منفجر نمود. انفجار ناشی از بمبگذاری این کلیسا، به حدی قوی بود که منطقه را به لرزه درآورد و ساختمان کلیسا را کاملاً منهدم کرد. این گروه پرچم خویش را بر آوار آن، به اهتزاز درآورد.

## نگارخانه

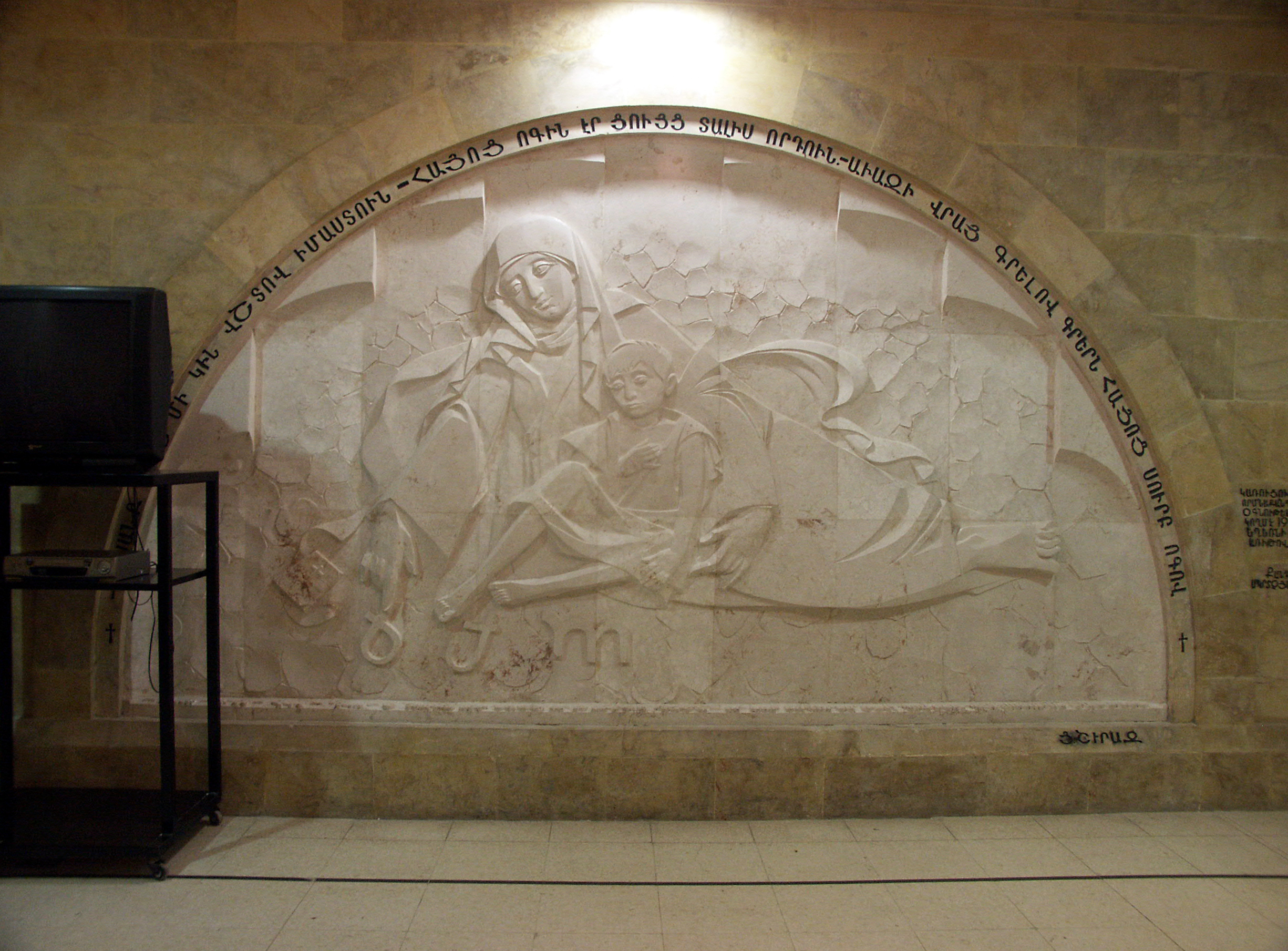
Relief carving inside the museum
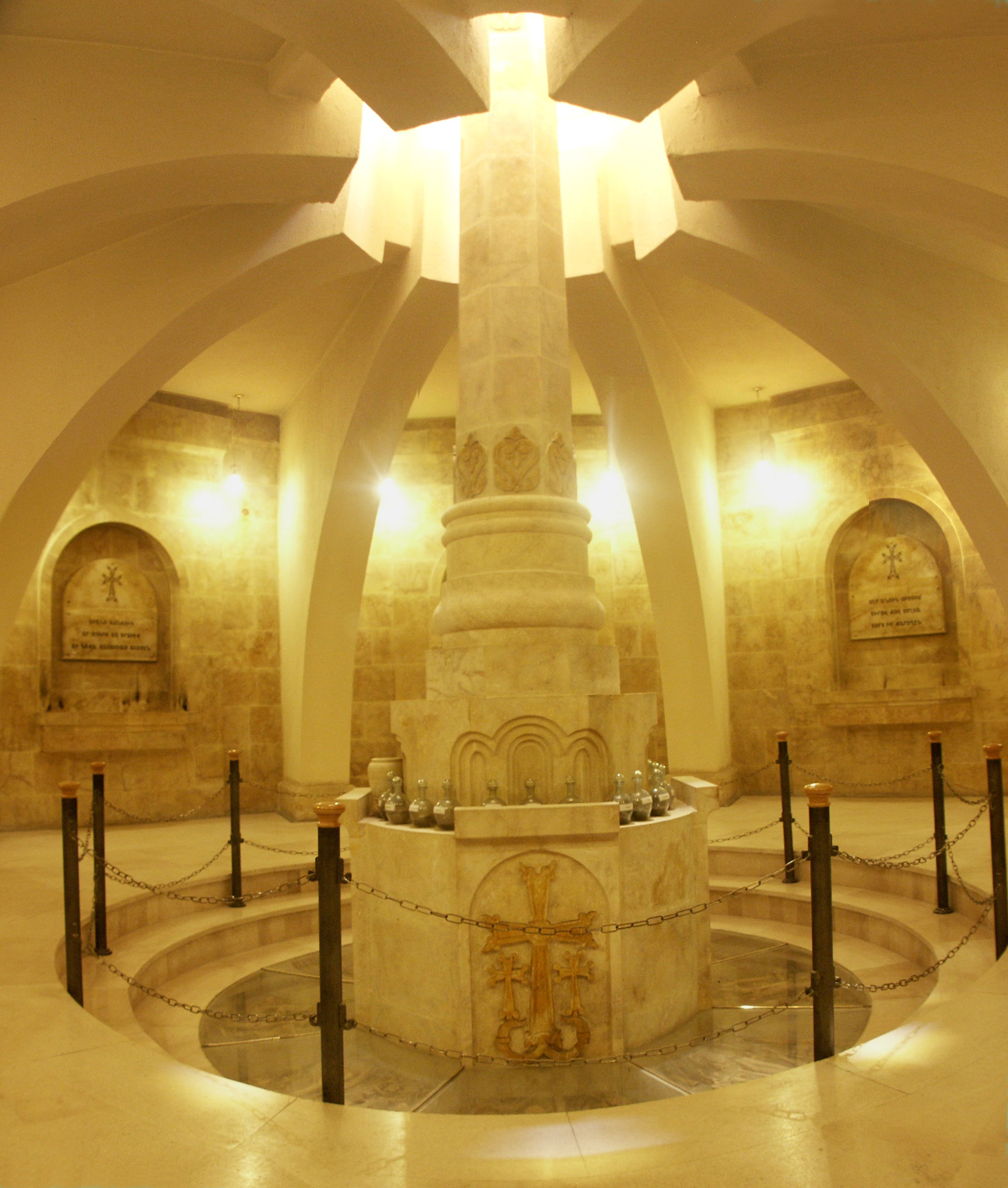
The museum and the Resurrection column with remnants of martyrs around it
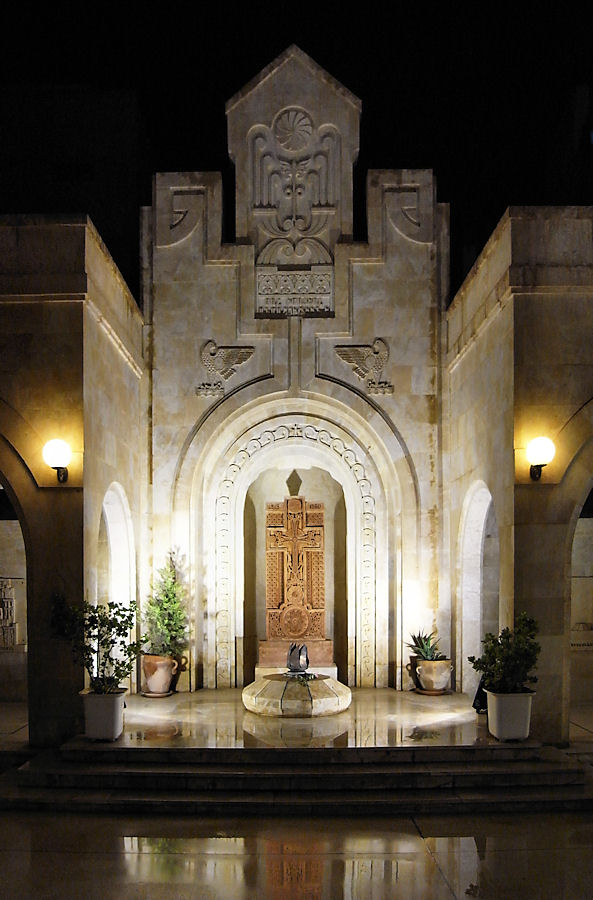
The Monument with the چلیپاسنگ cross-stone
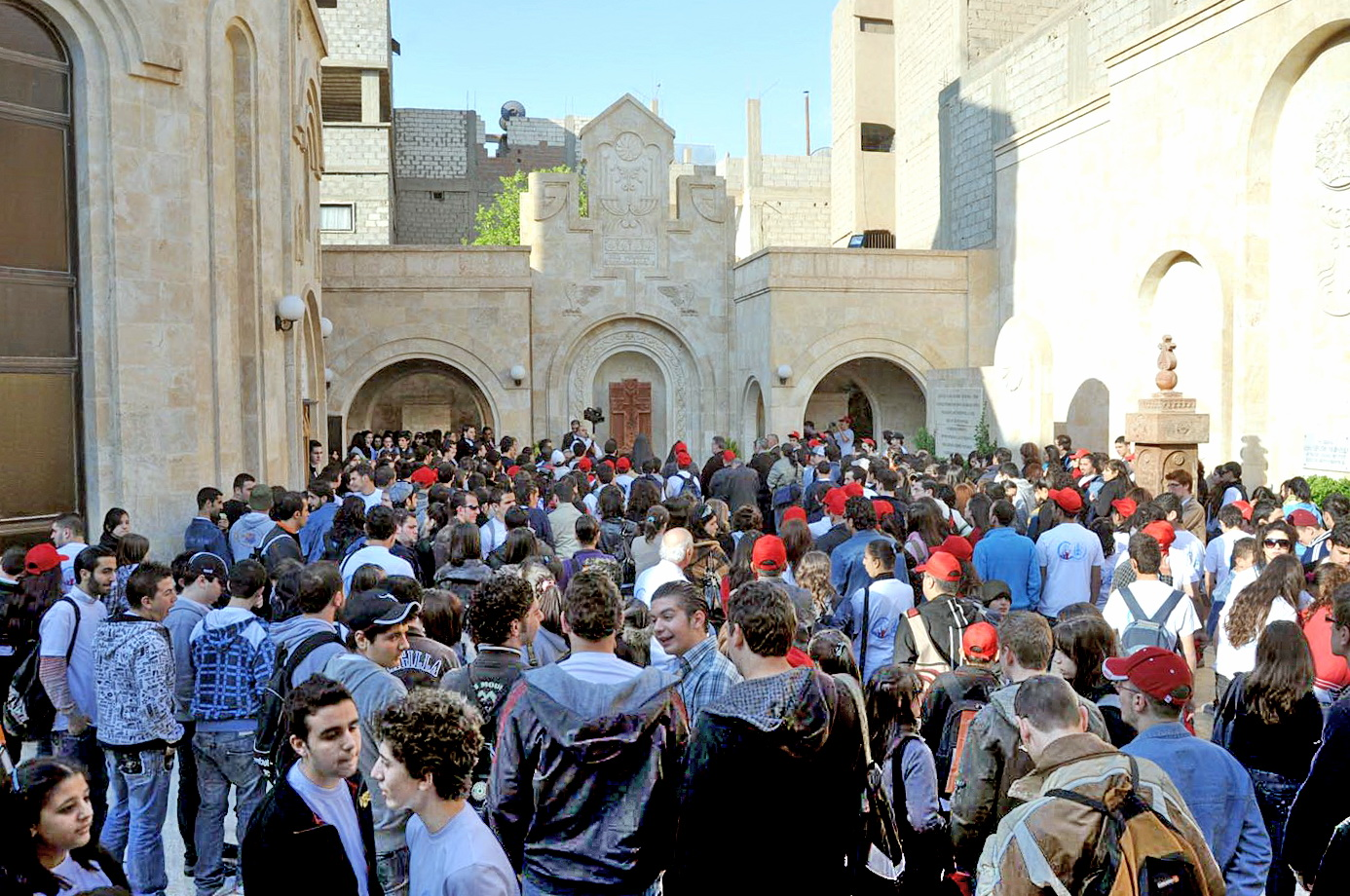
Pilgrims gathered at the memorial